# Pontífice máximo
Pontífice máximo (em latim: pontifex maximus; romaniz.: lit. "máximo/supremo construtor de pontes"), na Roma Antiga, designava o sacerdote supremo do colégio dos sacerdotes, a mais alta dignidade na religião romana. Inicialmente somente os patrícios podiam ocupá-lo, até um plebeu ser designado para o cargo em 254 a.C.
De início um posto religioso durante a república, foi gradualmente politizado até ser incorporado pelo imperador, a partir de Augusto. A última referência do uso do título pelos imperadores foi por Graciano, imperador de 375–383, que, no entanto, decidiu omitir as palavras "pontífice máximo" de seu título.

## Etimologia
De acordo com a interpretação habitual, o termo pontifex significa literalmente "construtor de ponte" (pons + facere); "maximus" significa literalmente "máximo", "maior" ou "supremo". Este título talvez tenha sido originalmente usado em seu sentido literal: a posição do construtor de pontes era realmente importante em Roma, onde as grandes pontes ao longo do Tibre, o rio sagrado, adornadas com estátuas de divindades, eram utilizadas somente por autoridades prestigiadas com funções sacras. No entanto, sempre entendeu-se seu sentido simbólico: os pontífices seriam os construtores da ponte entre os deuses e os homens.
Uma visão alternativa minoritária é que "pontifex" significa "preparador de estrada", derivada da palavra pont etrusca, que significa "estrada", sendo a palavra romana uma distorção da palavra etrusca.

## Pontífices pagãos
O Colégio de Pontífices (collegium Pontificum) foi o mais importante sacerdócio da Roma Antiga. A fundação deste colégio sagrado é atribuída ao segundo rei de Roma, Numa Pompílio. É seguro dizer que o colégio foi encarregado de atuar como consultor do rei (rex) em todos os assuntos de religião. O colégio foi chefiado pelo pontífice máximo, sendo o cargo vitalício. Antes de o cargo ser criado, as funções administrativas e religiosas foram naturalmente exercidas pelo rei. Muito pouco é conhecido sobre este período da história no que diz respeito a pontífices romanos, pois as principais fontes históricas foram perdidas e muitos eventos neste período são considerados como lendários ou míticos, o que dificulta a separação entre o que realmente ocorreu e o que seria mito. A maior parte dos registros da antiga Roma foram destruídos, quando foi assaltada pelos gauleses em 390 a.C.

### Desenvolvimento durante a República Romana
Na República Romana, o pontífice máximo foi o mais alto cargo na antiga religião romana. Ele era o mais importante dos pontífices no Colégio de Pontífices que ele dirigia. Provavelmente após a queda da monarquia, os romanos também criaram o sacerdócio do rei das coisas sagradas (rex sacrorum) para executar as funções religiosas de rituais e sacrifícios anteriormente feitas pelo rei. O pontífice máximo foi, no entanto, expressamente proibido de exercer qualquer cargo político ou de participar do senado como uma precaução para evitar que o pontífice se tornasse um tirano. O rei das coisas sagradas era ainda subordinado aos fundadores da república, como o pontífice máximo, como mais um meio para evitar a tirania. Outros membros deste sacerdócio incluem os flâmines (cada uma dedicada a uma grande divindade), e as vestais. Durante o início da república, o pontífice máximo selecionava os membros para ocupar estes cargos. No entanto, havia muitos outros funcionários religiosos, incluindo os áugures ou arúspices (originalmente cargos etruscos que liam a vontade dos deuses: a partir do voo e do comportamento das aves e das entranhas do sacrifício de animais), feciais (fetiales) e muitas outras faculdades e gabinetes individuais.
A residência oficial do pontífice máximo foi a Casa Pública (Domus Publica) que se situava entre a casa das virgens vestais e a Via Sacra, perto da Régia, no Fórum Romano. Seus deveres religiosos foram realizados a partir da Régia ou "casa do rei". A menos que o pontífice máximo fosse também magistrado, ele não estava autorizado a vestir a toga pretexta, ou seja, a toga púrpura. No entanto, ele podia ser reconhecido pela faca de ferro (secespita) ou a pátera e às vestes ou togas com uma parte do manto cobrindo a cabeça.
O pontífice tinha autoridade política e religiosa. Não está claro qual das duas funções possuía maior importância. Na prática, especialmente durante a república tardia, o cargo de pontífice máximo era geralmente ocupado por um membro de uma família proeminente politicamente. Foi uma posição cobiçada principalmente pelo grande prestígio que confere ao seu titular; Júlio César tornou-se pontífice em 73 a.C. e pontífice máximo em 63 a.C. Desta forma, pontífice máximo não era um trabalho de tempo integral e não exclui o oficial-titular de uma exploração secular da magistratura ou de trabalhar nas forças armadas.
O mais recente estudo geral do Colégio Pontifício omite os primeiros períodos da história romana, pois pouco se sabe. A principal fonte romana sobre os pontífices perdeu-se, apenas um pouco sobreviveu nos escritos de Aulo Gélio e Nônio Marcelo. Mais informações podem ser encontradas nas observações feitas por Cícero, Tito Lívio, Dionísio de Halicarnasso e outros escritores tardios. Algumas destas fontes apresentam uma extensa lista de ações cotidianas que eram tabu para o pontífice máximo. Parece difícil conciliar estas listas como provas de que muitos pontífices máximos eram proeminentes membros da sociedade em que viviam, sem restrições nas suas vidas.

### Eleições e número de pontífices
O pontífice era eleito por co-optatio (ou seja, os restantes membros nomeavam seus novos pontífices) vitaliciamente. Os pontífices eram inicialmente cinco, incluindo o pontífice máximo. Os pontífices só podiam provir de uma família patrícia. No entanto, em 300 a.C., a Lei Ogúlnia admitiu um plebeu para ocupar o cargo, de modo que parte do prestígio do título foi perdido. Mas foi só em 254 a.C. que Tibério Coruncânio se tornou o primeiro pontífice máximo plebeu. A Lei Ogúlnia também aumentou o número de pontífices para nove (incluindo o pontífice máximo). Em 104 a.C., a lei Domícia (lex Domitia) determinou que a eleição iria ser votada pela assembleia tribal (comitia tributa; uma assembleia do povo dividida em distritos), e pela mesma lei apenas 17 das 35 tribos da cidade podiam votar. Esta lei foi abolida em 81 a.C. por Lúcio Cornélio Sula na lei Cornélia dos sacerdotes (lex Cornelia de Sacerdotiis), que restaurou aos grandes colégios sacerdotais seu pleno direito de co-optatio. Também sob Sula, o número de pontífices foi aumentado para quinze, incluindo o pontífice máximo. Em 63 a.C., quando Júlio César foi eleito pontífice máximo, o direito de Sula foi abolido e uma versão modificada da Lei Domícia foi reintegrada, prevendo a eleição pela assembleia tribal mais uma vez, mas mais tarde Marco Antônio voltou a restaurar o direito de co-optatio para o colégio. Também sob Júlio César, o número de pontífices foi aumentado para dezesseis, incluindo o pontífice máximo. O número de pontífices variou durante o império, mas acredita-se que tenha sido normalmente quinze.

### Funções
O principal dever do pontífices era manter pax deorum ou paz dos deuses.
A imensa autoridade do sacro colégio de pontífices foi centrada no pontífice máximo, os outros pontífices formavam um consílio (consilium) ou seja, aconselhavam-no. Suas funções foram parcialmente de sacrifícios rituais, embora fosse uma função importante, mas esta não era sua função mais notável, sendo o seu poder real na administração dos leigos na jus divinum ou lei divina. Os poderes relacionados ao jus divinum são descritos como segue:
1. A regulação de todas as cerimônias expiatórias necessárias para da evitar pestes, relâmpagos, etc.;
2. A consagração de todos os templos e outros lugares sagrados e objetos dedicados aos deuses pelo Estado através do seu magistracies;
3. O regulamento do calendário, tanto astronomicamente quanto suas consequências para a vida pública do Estado;
4. A administração da lei relativa aos enterros e lugares de enterro e ao culto dos mortos ou antepassados;
5. A fiscalização de todos os casamentos por conferratio, isto é, inicialmente de todos os casamentos patrícios legais;
6. A administração da lei de adoção e da sucessão testamentária.

O pontífices tinham muitas outras funções relevantes e de prestígio, como serem os encarregados de cuidar dos arquivos do Estado, a manutenção das atas oficiais dos magistrados eleitos e a lista dos magistrados, e que manter o registro de suas próprias decisões (commentarii). O pontífice máximo também está sujeito a vários tabus. Entre eles está a proibição de deixar a Itália. No entanto, Plutarco relatou que Públio Cornélio Cipião Násica Serapião (141–132 a.C.) como o primeiro pontífice máximo a quebrar o tabu sagrado depois de ter sido forçado pelo senado a deixar a Itália. Públio Licínio Crasso Dives Muciano (132–130 a.C.) foi o primeiro a sair voluntariamente da Itália. Posteriormente, tornou-se comum e não era mais contra a lei para o pontífice máximo deixar a Itália. Entre os mais notáveis destaca-se Júlio César (63–44 a.C.).
Os pontífices cuidavam do calendário romano e determinavam os dias necessários a serem adicionados para sincronizar o calendário com as estações do ano. Os pontífices muitas vezes foram políticos, e como o mandato do magistrado romano correspondia a um ano civil, este poder era propenso a abusos: um pontífice poderia alongar um ano em que ele ou um dos seus aliados políticos estava no cargo, ou recusar-se a alongar um em que seus opositores estavam no poder. Sob a sua autoridade como pontífice máximo, Júlio César introduziu a reforma no calendário que criou o calendário juliano, com uma falha de um dia por século, corrigido pela introdução de um dia no ano bissexto, utilizado até a atualidade em nosso calendário gregoriano.

### Sob o Império Romano

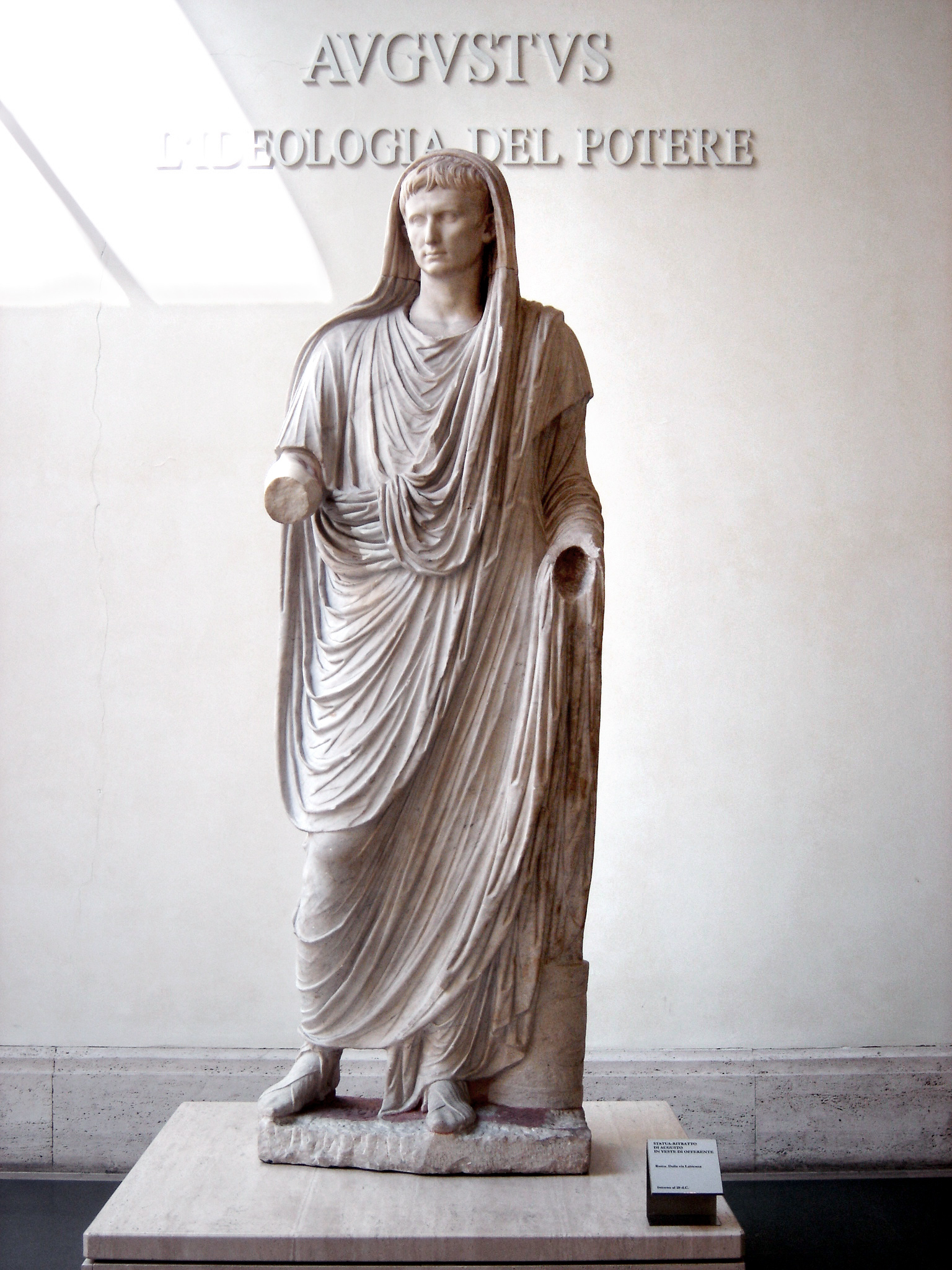
Augusto com as vestes de pontífice máximo
Museu Nacional Romano, estátua da Via Labicana, 20 a.C

Após o assassinato de Júlio César em 44 a.C., seu aliado Marco Emílio Lépido foi selecionado como pontífice máximo. Embora Lépido posteriormente fosse enviado para o exílio por Augusto, que desejava consolidar seu poder, ele manteve o ofício sacerdotal até sua morte em 13 a.C., quando Augusto se autodenominou pontífice máximo e passou a exercer o direito de nomear outros pontífices. Assim, a partir de Augusto, a eleição dos pontífices e a adesão no colégio sagrado era considerado um sinal de favor imperial. Com isto, ao imperador foi dada uma dignidade religiosa e a responsabilidade de todo o culto romano do Estado. A maioria dos autores afirma que o poder de nomear os pontífices não foi realmente utilizado como um instrumentum regni, um poder do governo, mais apenas como um cargo simbólico.
Deste ponto em diante, pontífice máximo era um dos muitos títulos do imperador, lentamente, ele perdeu seus poderes específicos e históricos e tornou-se simplesmente um título referente ao aspecto sacro dos direitos e poderes imperiais. Durante o período imperial, um vice-capitão exercia as funções de pontífice máximo, no lugar dos imperadores quando eles estavam ausentes. Após 235 d.C., o pequeno número de senadores pagãos interessados em acumularem cargos, se tornavam pontífices. Originalmente apenas um pessoa de uma mesma família era membro do Colégio dos Pontífices, e nem uma pessoa podia ter mais de um sacerdócio neste colegiado. Obviamente, estas regras se relaxaram na parte final do século III. Em períodos de governo conjunto, dois pontifices maximi poderiam servir juntos, como Pupieno e Balbino em 238 — uma situação impensável nos tempos republicanos. Na crise do terceiro século, usurpadores não hesitaram em reivindicar para si o papel não só do imperador, mas de pontífice máximo também. Os primeiros imperadores romanos cristãos continuaram a utilizar o título, até que ele foi abandonado por Graciano, em sua vasta campanha contra o paganismo, possivelmente no ano 376, no momento da sua visita a Roma ou, mais provavelmente em 383, quando uma delegação de senadores pagãos implorou para restaurar o "Altar da Vitória" (monumento pagão) no edifício do senado.

## Outras religiões

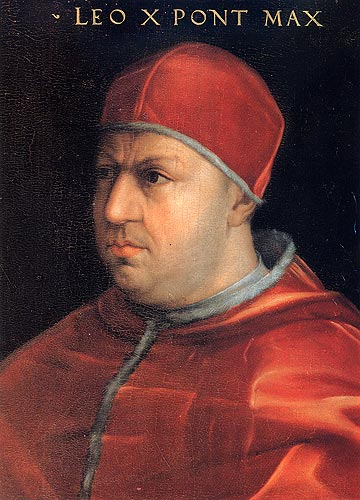
Pintura renascentista do Papa Leão X, na Galleria degli Uffizi, em que está escrito "Leo X Pont (ifex) Max (imus)", ou seja, "Leão X, pontífice máximo". Foi durante essa época que o termo "pontífice máximo" passou a ser utilizado pelos papas.

Uma vez que o título de "pontífice" era uma palavra latina equivalente a "sumo sacerdote", como pode ser observado em sua tradução em outras línguas, como o grego, o termo equivalente grego foi usado no texto da Septuaginta e pelos apóstolos. Posteriormente quando Jerônimo de Estridão traduziu a Bíblia para o latim, a Vulgata, o termo pontífice foi definitivamente usado para referir-se ao sumo sacerdote judeu. Uma vez que os bispos cristãos ocuparam o lugar dos sacerdotes judeus, desde o século V o título foi usado para descrever bispos notáveis, e após o século XI, parece que o termo passou a ser utilizado apenas para os papas. Atualmente, o título é usado reservadamente pelo papa, sendo que a lista oficial dos títulos papais publicado no Anuário Pontifício, coloca o termo "Sumo Pontífice da Igreja Universal" (em latim, Summus Pontifex Ecclesiae Universalis) como o quarto título oficial dos bispos de Roma.
A Enciclopédia Britânica, sem citar sua fonte, atribui ao Papa Leão I (440–461) a utilização do título pontífice máximo. Outras fontes, também sem prova documental, afirmam que o título foi usado pela primeira vez pelo papa Gregório I, como demonstração de continuidade do poder civil, já que o Império Romano do Ocidente havia recentemente entrado em colapso. No entanto, foi somente muito tempo depois, no século XV, durante o Renascimento, que pontífice máximo tornou-se um título de honra para os papas, sendo encontrado em edifícios, pinturas, estátuas e moedas, portanto exclui-se qualquer relação entre o título imperial e papal.
O título de pontífice máximo foi brevemente usado de 1902 a 1906, pelo chefe da Igreja Filipina Independente.[carece de fontes?]
Atualmente a expressão também é usada por Ben Klassen, sumo sacerdote do grupo racista World Church of the Creator (Igreja Mundial do Criador), desde a sua criação em 1973.[carece de fontes?]

## Lista incompleta
- 753 a.C. - 712 a.C. - Reis de Roma
- 712 a.C. - Numa Márcio
- 509 a.C. - Papírio
- 449 a.C. - Fúrio
- 431 a.C. - Aulo Cornélio Cosso
- 420 a.C. - Minúcio
- 390 a.C. - Marco Fólio Flacinador
- 332 a.C. - Cornélio Calissa
- 304 a.C. - Públio Cornélio Cipião Barbato
- 254 a.C. - Tibério Coruncânio
- 243 a.C. - Lúcio Cecílio Metelo
- 237 a.C. - Lúcio Cornélio Lêntulo Caudino
- 212 a.C.? - Marco Cornélio Cetego
- 212 a.C. - Públio Licínio Crasso Dives
- 183 a.C. - Caio Servílio Gêmino
- 180 a.C. - Marco Emílio Lépido
- 150 a.C. - Públio Cornélio Cipião Násica Córculo
- 141 a.C. - Públio Cornélio Cipião Násica Serapião
- 132 a.C. - Públio Licínio Crasso Dives Muciano
- 130 a.C. - Públio Múcio Cévola
- 115 a.C. - Lúcio Cecílio Metelo Dalmático
- 103 a.C. - Cneu Domício Enobarbo
- 89 a.C. - Quinto Múcio Cévola
- 81 a.C. - Quinto Cecílio Metelo Pio
- 63 a.C. - Júlio César
- 44 a.C. - Lépido
- 12 a.C. - Augusto
- 12 a.C. a 376 d.C. - Imperadores romanos
- 376 d.C. a 1453 - Imperadores bizantinos

- A partir do século XV, o título de pontífice máximo passou a ser aplicado para os papas[17] (ver lista de papas).